# Григорий и Аксинья
Скульптурная композиция «Григорий и Аксинья» расположена в центре станицы Вёшенской на берегу реки Дон. Памятник работы скульптора Н. В. Можаева создан по мотивам романа-эпопеи Михаила Шолохова «Тихий Дон» и посвящён встрече двух его главных героев — Григория Мелехова и Аксиньи Астаховой.

## Описание
Скульптурная композиция иллюстрирует один из эпизодов романа «Тихий Дон». Монумент не случайно находится на высоком берегу Дона.  Босая Аксинья, одетая в широкую юбку и шлычку (головной убор, часть костюма замужней казачки начала XX в.), идёт в сторону хутора с коромыслом. В пути её сопровождает Григорий на коне. Скульптор изобразил момент, когда Григорий, ведя дружескую беседу с соседкой Аксиньей, в шутку перегородил ей дорогу. Высота монумента достигает 6,5 м. 
Отрывок из «Тихий Дона», который запечатлён в бронзе: 

Аксинья примиряюще улыбнулась и сошла со стежки, норовя обойти коня. Григорий повернул его боком, загородил дорогу.
— Пусти, Гришка!
— Не пущу.
— Не дури, мне надо мужа сбирать.
Григорий, улыбаясь, горячил коня: тот, переступая, теснил Аксинью к яру.
— Пусти, дьявол, вон люди! Увидют, что́ подумают?

Она метнула по сторонам испуганным взглядом и прошла, хмурясь и не оглядываясь. 

## История
Проект памятника был создан в 1957 году скульптором Н. В. Можаевым. Вместе с ним над монументом также работали Э. М. Можаева, В. Г. Десятничук, В. И. Волошин, Г. Холодный. Эскизы были показаны Михаилу Шолохову, автору «Тихого Дона». Писатель внёс некоторые корректировки в композицию, посоветовав заменить конические ведра (цебарки) на цилиндрические, а арабского коня на коня-дончака. Проект был воплощён в жизнь лишь спустя 26 лет. Монумент открылся напротив речного вокзала в районе базы отдыха в Ростове-на-Дону в 1983 году. В 1995 году скульптуры шолоховских персонажей общей массой 12 т были перенесены на малую родину Михаила Александровича — в станицу Вёшенскую, где и развивались события романа.